# ضهور الشوير
مصيف الشوير وضهورها في قضاء المتن على متوسّط ارتفاع 1250م عن سطح البحر، وعلى مسافة 27 كم عن بيروت عبر بكفيّا-الدوّار؛ أو بكفيّا-الزغرين-عين القسّيس أو المطلّ المعروف أيضاً بمنطقة دير مار الياس؛ أو الزغرين-عين التفاحة-عين الحانوت. ويتّصل بزحلة عبر غابة بولونيا-عينطورة؛ وبصوفر عبر غابة بولونيا-المتين –حمّانا. يشرف على جبل صنين وكسروان شمالاً وجبل الكْنَيْسِة شرقاً ووادي المتن وجبال صوفر جنوباً ويطلّ على البحر غرباً. ويتشكّل التجمع السكني في منطقتين: الشوير، وهي البلدة القديمة، وضهور الشوير وهي المصيف الحديث القائم على إحدى روابي الشوير. تحيط بمنازل البلدة غابات الصنوبر المثمر وسائر الأحراج البريّة. وُجدت في راضي الشوير بقايا أعمدة لمعابد وثنيّة. كما وُجدت بقايا أثريّة في منطقة «سبرطة» القريبة من الشوير عند تخوم بتغرين. وفي منطقة المطلّ وكنيسة السيّدة في الشوير أبنية أثريّة حيث منطقة تُعرف باسم البرج نسبة إلى برج بيزنطي. وثمّة آثار لمعبد يونانيّ في محلّة عين الحانوت، حيث وجد الزارعون قطعاً فخاريّة في التراب، ويرجّح أن يكون المعبد تحت البيدر. فيها: كنيسة السيدة-الشوير: كنيسة قديمة صنّفتها مديريّة الآثار من الأبنية الأثرية كنيسة المخلّص-الظهور؛ كنيسة مار بطرس للروم الكاثوليك-الشوير؛ كنيسة مار جرجس للروم الأرثوذكس؛ كنيسة مار الياس؛ كنيسة مار عبدا للموارنة.
ولا يعرف حتى الآن معنى وأصل كلمة «شوير» في اللغة.

## أعلام
- أنطون سعادة
- فادي حداد
- إلياس بو صعب
- سامي حبيقة/ كلارك مغني